# Александер фон дер Шуленбург
Александер (IV) фон дер Шуленбург (на немски: Alexander IV von der Schulenburg; * 24 септември 1662, Алтенхаузен, Саксония-Анхалт; † 30 януари 1733, Целе) от род фон дер Шуленбург от клон „Бялата линия“ е от 1713 г. фрайхер, генерал-лейтенант в Брауншвайг-Люнебург и губернатор на Целе. Той също е собственик на част от рицарското имение Алтенхаузен.

## Биография
Той е вторият син на фрайхер Александер III фон дер Шуленбург (1616 – 1683) и първата му съпруга Аделхайд Агнес фон Алвенслебен (1636 – 1668), дъщеря на Гебхард XXIV фон Алвенслебен (1591 – 1667) и Берта София фон Залдерн († 1670). Баща му се жени втори път на 4 юни 1671 г. за Анна София фон Бисмарк (1645 – 1709). Брат е на граф Матиас Гебхард фон дер Шуленбург (1660 – 1708) и граф Даниел Лудолф фон дер Шуленбург (1667 – 1741).
След следването си Александер става доброволец в армията и участва от 1683 до 1688 г. в Турските войни. След това той отива на служба в Брауншвайг-Люнебург и се бие от 1688 до 1697 г. срещу французите.
През 1690 г. той е полковник на конен-регимент и през 1693 г. е пленен от французите. През Испанската наследствена война от 1704 г. Александер е генерал-майор във войската на Джон Чърчил, Херцог Марлборо. През 1705 г. той отива с херцога във Фландрия. На 11 юли 1708 г. е генерал-лейтенант в свитата на курпринца на Хановер (по-късно: Джордж II), където се отличава. През 1708 г. като командир може да плени множество стотици французи. На 4 декември 1713 г. е издигнат на имперски фрайхер и получава от пруския крал Орден Черен орел.
Александер (IV) фон дер Шуленбург умира на 70 години на 30 януари 1733 г. в Целе. След смъртта му задълженията са толкова големи, че неговият наследствен дял в Алтенхаузен, Шеферхоф, трябва да се продаде на брат му Даниел Лудолф.

## Фамилия
Александер (IV) фон дер Шуленбург се жени на 13 февруари 1690 г. за София Шарлота Анна фон Мелвиле (* 28 януари 1670; † август 1724), дъщеря на генерал-майор Андреас фон Мелвиле (1624 – 1706) и Нимфе де Ла Шевалерие (* 1640). Те имат децата:
- Ернст Август (* 3 септември 1692; † 20 август 1743), женен за Хенриета фон Белинг († 1743)
- Георг Лудвиг (* 4 ноември 1693; † 17 юни 1710)
- Нимфе Ермгард (* 10 май 1696; † 27 април 1758, Грабов), омъжена на 9 януари 1727 г. за майор Левин Кристоф фон Плато (* 18 април 1697, Грабов; † 17 март 1741, Люнебург)
- Александер (* 12 март 1697; † 3 април 1728)
- Фридрих Вилхелм II (* 18 октомври 1699; † 1 март 1764), женен 1742 г. за Катарина Кристина фон Клинцковстрьом (* 1725; † 21 февруари 1801), генералска дъщеря
- Георг Ернст (* 31 октомври 1704, Хановер; † 31 януари 1765, Кала, Бремен), фрайхер, женен на 10 август 1736 г. за Доротея фон дер Шуленбург (* 18 август 1704; † 26 януари 1767, Щаде), дъщеря на чичо му Даниел Лудолф фон дер Шуленбург (1667 – 1741) и Йохана Сузана фон Дизкау (1674/1679 – 1736)